# XV Giochi paralimpici invernali
I XV Giochi paralimpici invernali (XVes Jeux paralympiques d'hiver in francese) si svolgeranno nelle Alpi francesi, in Francia, dall'8 al 17 marzo 2030. Sarà la seconda volta che la Francia ospiterà i giochi paralimpici invernali, dopo quelli di Tignes-Albertville 1992.

## Assegnazione
Come da accordi del 2001 tra il Comitato Paralimpico Internazionale e il Comitato Olimpico Internazionale, il paese selezionato per ospitare i giochi olimpici dovrà ospitare anche i corrispondenti giochi paralimpici. Il 24 luglio 2024 durante la 142ª sessione del CIO svoltasi a Parigi, la regione delle Alpi francesi ha ottenuto l'organizzazione dei XXVI Giochi olimpici invernali e di conseguenza anche dei XV Giochi paralimpici invernali. Il territorio alpino è stato nominato con 84 voti a favore, 4 contrari e 7 astensioni. Contestualmente è stata assegnata a Salt Lake City l'organizzazione dell'edizione successiva.